# Laura D. Tyson

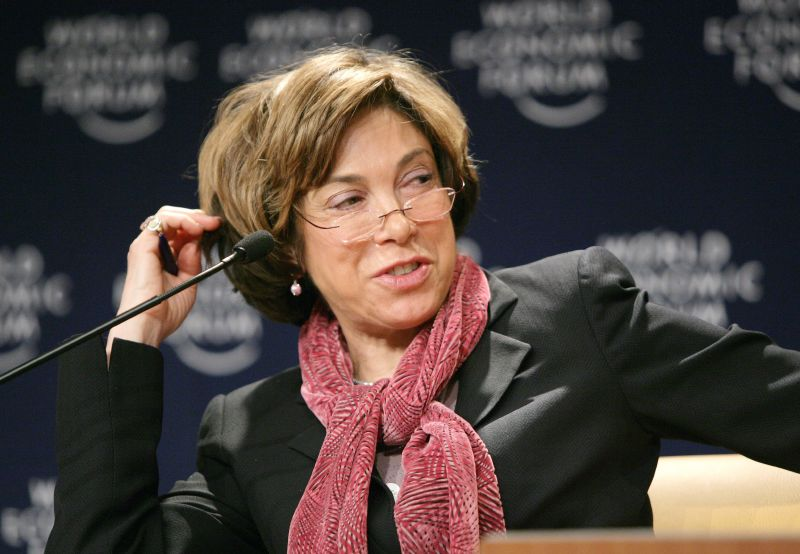
Laura D. Tyson (2007)

Laura D’Andrea Tyson (* 28. Juni 1947 in New Jersey) ist eine US-amerikanische Wirtschaftswissenschaftlerin und Professorin. Von Januar 2002 bis Ende 2006 war sie die erste weibliche Dekanin der London Business School.
Nach ihrem Abschluss als Bachelor of Arts am Smith College 1969 und der Promotion am Massachusetts Institute of Technology 1974 in Wirtschaftswissenschaften, wurde sie 1977 Professorin für Wirtschaftswissenschaften an der University of California, Berkeley. 1990 wurde sie dort auf einen Lehrstuhl für Betriebswirtschaftslehre berufen und kehrte 2007 dorthin zurück.
Von 1998 bis 2001 war sie Dekan der Haas School of Business der University of California und zudem in der Regierung Clinton als Beraterin tätig. Von 1993 bis 1995 war sie Vorsitzende des Council of Economic Advisers und von 1995 bis 1996 Vorsitzende des National Economic Council. Als oberster Wirtschaftsberater des Präsidenten hatte Tyson entscheidenden Anteil an Clintons Wirtschafts- und Handelspolitik in dessen erster Amtszeit. Seit 1987 ist sie Mitglied des Council on Foreign Relations. 2002 wurde sie in die American Academy of Arts and Sciences gewählt.
Neben ihrer Lehrtätigkeit ist sie in Vorstands- und Aufsichtsgremien und als Berater verschiedener global agierender Unternehmen, wie Morgan Stanley, Eastman Kodak Company oder SBC Communications tätig.
Tyson ist Erstunterzeichnerin der Berlin Declaration.

## Einzelnachweis
1. ↑  M. Buchholtz: The Berlin Summit Declaration – Winning back the people. In: Forum New Economy. 29. Mai 2024, abgerufen am 12. Juni 2024 (deutsch, englisch).

| Personendaten    | Personendaten                                                                   |
| ---------------- | ------------------------------------------------------------------------------- |
| NAME             | Tyson, Laura D.                                                                 |
| ALTERNATIVNAMEN  | Tyson, Laura D’Andrea                                                           |
| KURZBESCHREIBUNG | US-amerikanische Ökonomin Hochschullehrerin, Dekanin der London Business School |
| GEBURTSDATUM     | 28. Juni 1947                                                                   |
| GEBURTSORT       | New Jersey                                                                      |